# 劳里·达西
劳里·达西（英語：Laurie D'Arcy，1947年3月3日—），新西兰、澳大利亚男子田径运动员。他曾代表澳大利亚参加1974年英联邦运动会田径比赛，获得一枚金牌。他也曾参加1972年夏季奥林匹克运动会。